# Fred

Antikärnvapenmärket, formgivet av Gerald Holtom, symbolen för den brittiska antikärnvapenrörelsen har blivit en vanlig symbol för fred

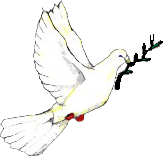
En fredsduva

Fred är ett tillstånd av inre harmoni och ett konfliktfritt tillstånd. Termen används för att beskriva avslutningen eller en avstanning av internationell konflikt; i detta sammanhang är fred motsatsen till krig. Den används även för inre konflikter, och betyder då att man har uppnått ro eller jämvikt i sinnet. 
Den längsta ännu pågående fredsperiod mellan nu existerande stater observeras i Sverige, som har haft fred sedan 15 januari 1814, då svenska trupper för sista gången (med undantag för FN insatser) skickas ut i strid i  Napoleonkrigen. Svensk fred kan delvis förklaras av dess geografiska läge, dels av de längre perioder av relativ fred i Europa och världen kända som Pax Britannica (1815-1914) och Pax Europaea/Pax Americana (sedan 1950), dels av militär alliansfrihet innan världskrigen och neutralitetslinje under världskrigen (se Sverige under första världskriget och andra världskriget).
Andra exempel på långa perioder av fred är:
- den isolationistiska Edoperioden (även känd som Tokugawashogunatet) i Japan 1603-1868 (250 år)
- Pax Khazarica var en Khazarer (inom det västturkiska khaganatet) ca 700-950 e.Kr. (250 år)
- Pax Romana i Romarriket (under 190 eller 206 år).

Begreppet fred är omtvistat och inom fredsforskningen finns det främst två skolor – den som studerar positiv- respektive negativ fred, men även inom det kulturella och religiösa etablissemanget finns en mängd olika skolor och åsikter och tankar om vad fred verkligen är. Positiv fred är nära besläktat med civilisationsbetingade fredsbegrepp. Som sådana kan shalom nämnas inom judendomen, eirene inom den grekiska mytologin och ahimsa och shanti inom hinduismen, som syftar till att ha fredliga samhällen och positiva förhållanden till gudomarna, naturen och den inre friden.

## Etymologi
Fred, från fornsvenskans friþer, frid, fred, i sin tur från isländskans friðr, "kärlek" (i den poetiska eddan), frid, fred. Ordet heter på danska fred, fornsaxiska frithu, fornhögtyska fridu (tyska friede; i dialekt även 'inhägnad'), anglosaxiska friðu (äldre engelska frith, "inhägnad"), i gotländskan i namnet Friþarekis och verbbildningen gafriþön, 'förena', och kommer av germanska friþu, till roten pri, att skona, älska. I sanskrit prīti, med betydelsen vänskap, glädje. Fred har så sitt ursprung i "vänskapligt förhållande, skonande". Ordet har i sin tur gett upphov till Fredrik, att fria till en vigsel och frid, samt frilla och frände.

## Negativ fred
Negativ fred är avslutningen på ett krig eller tillståndet mellan två stycken krig. Tillståndet är traditionellt och huvudsakligen statscentrerat och har som utgångspunkt att alla sociala enheter ytterst vilar på våld där den starkaste parten alltid tar till våldet för att kuva den svagare och på så sätt behålla relationen och lugnet eller för att vinna fördelar. Freden görs negativ då den inte ses som något naturligt utan snarare i motsatsförhållande till kriget. Målet är självklart att undvika krig. För att i det längsta skjuta upp kriget kan staterna använda sig av alliansbyggnad genom traktat och pakter. Allt för att upprätthålla maktbalansen och på så sätt avskräcka andra stater från aggressioner.

## Positiv fred
Positiv fred är en strävan mot fredsrelationer mellan olika sociala grupper och nationer. Begreppet är inte lika statscentrerat som negativ fred utan framhåller att det även vid frånvaron av direkt våld dör eller skadas människor (psykiskt eller fysiskt) med respekt av mänskliga rättigheter och värdigheter. Något som gör att de inte längre kan leva ett fullvärdigt liv. Detta på grund av ojämlikheten i samhälleliga strukturer. Institutionellt våld, exploatering, rasism eller frånvaron av lika möjligheter (till exempel mellan män och kvinnor) är exempel. Positiv fred uppnås alltså först när det strukturella våldet har avlägsnats och frihet, jämlikhet, integration etc. har realiserats. Den som utövar våldet (aktören) är ofta svårdefinierbar (till skillnad vid direkt våld) och våldet är ofta fördröjt. Den fredsforskning som är inriktad mot positiv fred har ökat allt mer under de senaste åren medan den negativa minskar. Detta innebär att strävan efter positiv fred är en process som aldrig tar slut.
Fred kan också beskriva ett förhållande mellan ett antal partier, karaktäriserat av respekt, rättvisa och välvilja.